# كاظم شريف
كاظم شريف الجبوري  هو مصارع ورباع عراقي ولد عام 1952. اشتهر في محاولة استخدام مطرقة لإسقاط تمثال صدام حسين في ساحة الفردوس في بغداد.